# Alessio Virgone
Alessio Virgone (25 oktober 1995) is een Belgisch voetballer met Italiaanse roots die bij FC Brussels speelt. Hij kan zowel als middenvelder als als aanvaller spelen.

## Clubcarrière
Virgone debuteerde voor FC Brussels in het seizoen 2012-2013. In zijn eerste seizoen mocht hij viermaal in de basiself beginnen en viel hij viermaal in. Hij verzamelde als 17-jarige in totaal 424 speelminuten in zijn debuutseizoen. Hij komt uit de jeugdopleiding van de club.

## Statistieken
| Seizoen | Club        | Competitie    | Wedstrijden | Doelpunten | Assists |
| ------- | ----------- | ------------- | ----------- | ---------- | ------- |
| 2012/13 | FC Brussels | Tweede klasse | 8           | 0          | 2       |